# Michihisa Date
Michihisa Date (伊達 倫央 Date Michihisa?,  nacido el 22 de agosto de 1966 en Shizuoka) es un exfutbolista japonés. Jugaba de defensa y su último club fue el Kashiwa Reysol de Japón.

## Trayectoria

### Clubes
| Club           | País  | Año         |
| -------------- | ----- | ----------- |
| Júbilo Iwata   | Japón | 1989 - 1994 |
| Kashiwa Reysol | Japón | 1995 - 1997 |